# Yrjö Kauko
Yrjö Kauko, född 13 september 1886 i Kuopio, död 29 oktober 1974 i Esbo, var en finländsk kemiingenjör och kemist.
Kauko blev student 1904, ingenjör 1909 och doktoringenjör i Karlsruhe 1910. Han blev filosofie kandidat 1933, filosofie licentiat 1934 och filosofie doktor 1947. Han var lärare vid tekniska läroverket i Tammerfors 1912–1936, professor i oorganisk kemisk teknologi vid Tartu universitet 1922–1924, i fysikalisk kemi 1924–1925, docent i fysikalisk kemi vid Helsingfors universitet 1934–1936 och 1941–1949, adjunkt i kemi vid Helsingfors universitet 1934–1940, professor i oorganisk kemi vid Tekniska högskolan i Helsingfors 1940–1943, i fysikalisk kemi 1943–1949, dekanus för kemiska avdelningen 1944, professor i fysikalisk kemi vid Ankaras universitet 1952–1955 och professor i fysik vid Erzurums universitet 1958–1959. 
Kauko författade omkring 200 vetenskapliga artiklar i fysik och kemi samt läroböckerna Kuvioivan mittausopin opas (1916), Lämmitysopin perusteet (1924), Kaasusota (1929), Kemian teknologia (1932) och Kemiallisia laskuesimerkkejä (1935). Han invaldes som ledamot av Finska Vetenskapsakademien 1938 och av Finska lantbruksakademien 1939.